# سدیم نیترات
نیترات سدیم یا شوره شیلی یک ترکیب شیمیایی با فرمول NaNO3 است. پودر سفید یا کریستال بی‌رنگ با بویی شیرین و جاذب رطوبت و به شدت محلول در آب است که به‌صورت توده‌ای یا لایه‌ای همراه با آهک یافت می‌شود معادن زیادی از این نمک در شیلی و پرو قرار دارند این ماده سفید به مقدار زیاد در آب حل می‌شود. این ماده همچنین نیتراتین نیز نامیده می‌شد. به دلیل حلالیت بالای این ماده در آب، معادن آن عمدتاً در مناطق خشک و کم بارش قرار دارد.

### موارد استفاده
این ماده در ساخت تقویت‌کننده‌ها، بمب دودزا و موارد زیاد دیگر کاربرد دارد. نیترات سدیم به دلیل ممانعت از رشد باکتری‌های فاسد کننده و حفظ رنگ طبیعی گوشت در تولید فراورده‌های گوشتی کارخانه‌ای نظیر سوسیس و کالباس بکار می‌رود و طی فرایند هضم در بدن انسان به نتروزامین تبدیل می‌شود. نتروزامین ماده‌ای بشدت سرطانزاست و در فهرست مواد سرطانزا قرار دارد. نیترات سدیم به سرعت به وسیله ریشه گیاهان جذب و مصرف می‌شود و در مقادیر مناسب به عنوان کود استفاده می‌شود.
نیترات سدیم برای ساخت شیشه مقاوم استفاده می‌شود. شیشه در یک حمام نیترات سدیم غوطه ور می‌شود و پوشش سطح شیشه با یون‌های سدیم سبب تقویت محصول از طریق اکسیداسیون مواد ارگانیکی و تبدیل آهن دو ظرفیتی به سه ظرفیتی می‌شود و از طرفی با احیا بعضی از مواد که نتیجه آن تغییر رنگ می‌باشد سبب افزایش شفافیت شیشه می‌شود.
همچنین سدیم نیترات به عنوان یکی از مواد Dopant در ساخت ال‌ای‌دی‌ها مورد استفاده قرار می‌گیرد. این ترکیب می‌تواند عملکرد و رنگ تولیدی ال‌ای‌دی را بهبود بخشد. به طور مثال در ال‌ای‌دی‌های آبی، سدیم نیترات به تنظیم رنگ آبی و بهبود نوردهی کمک می‌کند.

### خطرات سدیم نیترات
اکسید کننده قوی، در صورت برخورد با مواد دیگر ممکن است باعث آتش‌گیری شود. در صورت تماس باعث می‌شود در چشم، پوست و دستگاه تنفسی خارش ایجاد شود و اگر بلعیده شود به شدت مضر است.

### فرق نیتریت سدیم و نیترات سدیم چیست؟
نیتریت سدیم دارای دو اتم اکسیژن متصل به یک اتم نیروژن بوده ولی نیترات سدیم دارای سه اتم اکسیژن متصل به یک اتم نیتروژن می باشد. هر دو مورد دارای بار اکتریکی منفی بوده و جزء آنیون معدنی می باشند.

#### کمک‌های اولیه
چشم: در صورت برخورد با چشم، برای مدت ۱۵ دقیقه با مقدار زیادی آب چشم را بشویید.
پوست: در صورت تماس با پوست، با مقدار فراوانی آب به مدت حداقل ۱۵ دقیقه بشویید و لباس‌ها و کفش‌های آلوده را جدا کنید. لباس‌ها قبل از استفاده کاملاً پاکسازی شوند.
بلعیدن: در صورت بلعیدن هرگز شخص مصدوم را وادار به استفراغ نکنید. و خوراکی دیگری به شخص ندهید. فوراً شخص را به یک مرکز درمانی بفرستید.
تنفس: در ورت تنفس مقدار زیادی از نیترات سدیم، او را به هوای تازه منتقل کنید. اگر فرد نفس نمی‌کشد، به او نفس مصنوعی بدهید و اگر تنفس او مشکل است، به او اکسیژن برسانید.